# Orange Polska
Orange Polska (перед злиттям окремих компаній Telekomunikacja Polska і PTK Centertel) — телекомунікаційний оператор, колишній монополіст, а в даний час домінуючий постачальник мобільного фіксованого зв'язку в Польщі. Найбільший оператор мобільного зв'язку в Польщі, що обслуговує 16 696 млн клієнтів (2016). Один з найбільших в Польщі постачальників послуг зв'язку.
В даний час основним торговим брендом корпоративної компанії є бренд Orange.
16 квітня 2012 року Telekomunikacja Polska була перейменована на Orange Polska, відповідно до міжнародного телекомунікаційного брендингу France Télécom.
Станом на 21 жовтня 2015 року найбільшим акціонером компанії був французький Orange S. A., з 50,67 % акцій.